# Esercito federale messicano
L'esercito federale messicano fu la denominazione ufficiale adottata all'esercito messicano durante la rivoluzione messicana.

## Storia
Sotto il lungo dominio di Porfirio Díaz, generale, eroe militare contro l'intervento francese in Messico, l'esercito federale era composto da alti ufficiali che avevano servito in conflitti passati da tempo. Al momento dello scoppio della Rivoluzione la maggior parte di essi erano vecchi e incapaci di comandare uomini sul campo.
Quando le ribellioni scoppiarono contro Díaz in seguito alle contestate elezioni del 1910, l'esercito federale non fu in grado di reagire. Anche se i combattenti rivoluzionari aiutarono a portare Francisco Madero al potere, Madero mantenne l'esercito federale in servizio piuttosto che l'esercito rivoluzionario. Egli usò l'esercito federale per reprimere le ribellioni contro il suo governo da parte di Pascual Orozco e Emiliano Zapata. 
Il presidente pose il generale Victoriano Huerta come comandante ad interim delle forze armate durante la Decade tragica nel febbraio del 1913 per difendere il suo governo. Huerta però cambiò schieramento ed estromise il governo di Madero. Di conseguenza, le ribellioni scoppiarono contro il nuovo regime di Huerta. Quando gli eserciti rivoluzionari riuscirono a spodestare Huerta nel luglio 1914, l'esercito federale cessò di esistere come entità.

## Descrizione
Nel febbraio 1912 l'esercito federale consisteva di 32 594 regolari e 15 550 irregolari; numeri molto al di sotto del numero ufficiale di 80 000 dichiarato dall'esecutivo dell'esercito. A settembre dello stesso anno la forza ufficiale dell'esercito era di 85 000 uomini. Inoltre c'erano 16 000 Rurales, 4 000 poliziotti, 16 200 miliziani, guardie rurali e altri uomini filogovernativi sotto le armi. Nell'aprile del 1914 Huerta sosteneva che il suo esercito avesse raggiunto la dimensione di 250 000 uomini, con 31 reggimenti di Rurales e 31 000 della milizia. Una valutazione più realistica degli uomini di quel luglio era di 71.000 mentre gli osservatori statunitensi affermavano che era più vicina a 40 000.
Numeri specifici a parte, la rapida espansione dell'esercito portò a un deterioramento della qualità della recluta media, o più precisamente, coscritto. Huerta fece un tentativo di aumentare le dimensioni dell'esercito ordinando un arruolamento di massa o la coscrizione forzata dalle strade da parte delle sue bande. Pochissimi degli uomini sotto il suo comando erano volontari e molti abbandonarono l'esercito. Huerta cercò di migliorare il morale aumentando le retribuzioni nel maggio 1913 del 50%. Allo stesso tempo, a 382 cadetti militari furono date commissioni e furono fatti tentativi per aumentare il numero di soldati in allenamento.
I generali dell'esercito federale erano spesso corrotti e colpevoli di indebolire il morale con una leadership povera. Alcuni erano così corrotti che le loro azioni si estendevano fino a vendere munizioni, cibo e uniformi al nemico. Colpevoli di questa corruzione furono anche i due figli di Huerta, Victoriano Jr. e Jorge, entrambi i quali erano stati posti in posizioni importanti per supervisionare l'approvvigionamento di armi, forniture, uniformi e munizioni.
Nonostante questi problemi, Huerta lavorò per creare un esercito in grado di tenerlo al potere. Cercò di espandere l'esercito creano nuove unità per allontanarlo dal disfattismo dell'ex esercito dei Porfiristi. Per rafforzare la determinazione della popolazione militarizzò la società in stile prussiano, comprese le uniformi in stile militare per tutti i dipendenti del governo e gli scolari e le esercitazioni militari la domenica. Huerta e i suoi generali inviarono 31 cadetti in Europa per studiare l'aviazione militare al fine di aumentare la potenza aerea del Messico.
Il più grande successo di Huerta fu attrarre l'appoggio di molti ex ribelli come Benjamín Argumedo, "Cheche" Campos e, in particolare, Pascual Orozco, a cui Huerta aveva fatto guerra quando serviva il governo di Madero. Orozco offrì a Huerta il servizio dei suoi 3 000/4 000 uomini esperti, che si dimostrarono essenziali nella lotta contro l'Esercito costituzionale. Quando non aiutavano nella difesa delle guarnigioni e delle città dei federali, gli uomini di Orozco fungevano da guerriglieri molto efficaci.
L'esercito federale fu sciolto il 13 agosto 1914, un mese dopo l'esilio di Huerta. "Completamente screditato, il vecchio esercito federale era giunto alla fine della sua corsa: incapace di controllare gli Zapatisti, i Villisti e gli altri ribelli, dopo l'espulsione di Huerta, la forza federistica si sciolse e scomparve".
All'epoca la forza totale dell'esercito federale era di 10 generali di divisione, 61 generali di brigata, 1 006 Jefes, 2 446 ufficiali, 24 800 di altri gradi e 7 058 cavalli. Inoltre c'erano 21 reggimenti di Rurales con 500 uomini ciascuno, per un totale di 10 500 uomini.
L'esercito federale fu sostituito dall'esercito costituzionale di Venustiano Carranza secondo i termini dei trattati di Teoloyucan sebbene anche i costituzionalisti fossero conosciuti come "Federales"  dopo la sconfitta di Huerta.